# Prostá
Prostá (1144m) – szczyt w Krywańskiej części Małej Fatry w Centralnych Karpatach Zachodnich na Słowacji. Znajduje się w bocznym grzbiecie odchodzącym z okolic przełęczy Priehyb poprzez Príslopok na północny zachód. 
Prostá jest całkowicie zalesiona. Niewielka polana znajduje się tylko na grzbiecie łączącym ją z Príslopokiem. Południowo-zachodnie stoki Prostej opadają do doliny Kúr, północno-zachodnie do Belianskiej doliny. Nie prowadzi przez nią żaden szlak turystyczny